# كيفن كولي
كيفن كولي (بالإنجليزية: Kevin Colley)‏ هو لاعب هوكي جليد أمريكي وكندي، ولد في 4 يناير 1979 في نيو هيفن في الولايات المتحدة.

## وصلات خارجية
- كيفن كولي على موقع دوري الهوكي الوطني (الإنجليزية)
- كيفن كولي على موقع قاعة مشاهير الهوكي (لاعب أن.إتش.أل) (الإنجليزية)
- كيفن كولي على موقع EliteProspects.com (الإنجليزية)
- كيفن كولي على موقع HockeyDB.com (الإنجليزية)
- كيفن كولي على موقع Hockey-Reference.com (الإنجليزية)